# Андерсон, Герберт Лоуренс
Герберт Лоуренс Андерсон (англ. Herbert Lawrence Anderson; 24 мая 1914, Нью-Йорк — 16 июля 1988, Лос-Аламос, штат Нью-Мексико) — американский физик-экспериментатор.
Член Национальной академии наук США (1960).

## Биография
Работал в Колумбийском университете в 1939—1942 годах, в 1942—1944 годах — в Металлургической лаборатории Чикагского университета, в 1944—1946 годах — в Лос-Аламосской лаборатории. С 1946 года — в Чикагском университете (с 1950 года — профессор, в 1958—1962 годах — директор Института ядерных исследований им. Э. Ферми).
Работы по ядерной физике и ядерной технике, пионной и мезонной физике, физике элементарных частиц, ускорительной технике. Был близким сотрудником Э. Ферми в его экспериментальных исследованиях американского периода.
В 1939 году независимо от других экспериментально доказал деление ядра урана на два осколка под действием нейтронов и измерил энергию деления, открыл вторичные нейтроны, испускаемые при делении. В 1942 году принимал участие в сооружении первого ядерного реактора и осуществлении управляемой цепной ядерной реакции деления.
Исследовал мезонные атомы, рассеяние пионов на протонах, резонансы, в частности ещё в 1952 году совместно с Э. Ферми наблюдал первую резонансную частицу — пион-нуклонный резонанс. В 1949 году независимо от других установил трехчастичную схему распада мюона.